# Kiril Petkov (politikus)
Kiril Petkov (Кирил Петков) (Plovdiv, 1980. április 17. –) bolgár politikus, a Folytatjuk a Változást (PP) társelnöke, 2021 óta Bulgária miniszterelnöke.

## Pályafutása
Egyetemi tanulmányait a Harvard Egyetemen végezte.
2021-ben Bulgáriában három parlamenti választást tartottak, mivel az első kettő után nem sikerült stabil kormánykoalíciót kialakítani. A harmadik, novemberben tartott választást a Kiril Petkov és Aszen Vaszilev vezette atlantista, centrista Folytatjuk a Változást nyerte meg, miután az átmeneti kormány tagjaként feltárták a Bojko Boriszov vezette kormány korrupciós ügyeit, és ennek folytatását helyezték kampányuk középpontjába. Decemberben sikerült kormányt alakítani egy ideológiailag sokszínű – a balközéptől a jobbközépig terjedő – koalíció támogatásával, így Petkovot miniszterelnökké választották.
2022-ben bizalmi szavazást indítottak ellene, a bizalmi szavazást a Bojko Boriszov volt miniszterelnök vezette Polgárok Bulgária Európai Fejlődéséért (GERB) nevű párt kezdeményezte. A szavazást követően 116 képviselő bizalmat szavazott, míg 123 képviselő bizalmatlanságot. így ezáltal megbukott Kiril Petkov bolgár miniszterelnök kormánya.